# 11713 Stubbs
11713 Stubbs este un asteroid din centura principală de asteroizi.

## Descriere
11713 Stubbs este un asteroid din centura principală de asteroizi. A fost descoperit pe 25 aprilie 1998 la Stația Anderson Mesa în cadrul programului LONEOS. El prezintă o orbită caracterizată de o semiaxă mare de 2,53 ua, o excentricitate de 0,12 și o înclinație de 11,3° în raport cu ecliptica.